# باول فاغنر
باول فاغنر (بالإنجليزية: Paul Wagner)‏ هو لاعب كرة قاعدة أمريكي، ولد في 14 نوفمبر 1967 في ميلواكي في الولايات المتحدة.

## وصلات خارجية
- باول فاغنر على موقعبيزبول رفرنس.كوم (الدوري الرئيسي) (الإنجليزية)